# Manuel Pomares Monleón
Manuel Pomares Monleón (Alacant, 1904 - ciutat de Mèxic, 28 de novembre de 1972) fou un escriptor i polític valencià, governador civil durant la Segona República Espanyola i exiliat pel franquisme.

## Biografia
Es llicencià en dret a la Universitat Central de Madrid i va militar inicialment en el Partit Republicà Radical, amb el que va ser regidor a l'ajuntament d'Alacant i redactor del Diario de Alicante. Poc després de la proclamació de la Segona República Espanyola fou nomenat Governador civil de Terol, càrrec que va mantenir fins a novembre de 1932. També fou magistrat de l'Audiència Provincial d'Alacant.
Després es va afiliar a Izquierda Republicana, i després de les eleccions generals espanyoles de 1936 fou nomenat governador civil de Terol, Osca, Huelva i Albacete. Ocupant aquest càrrec el va sorprendre l'esclat de la guerra civil espanyola. Inicialment fou detingut pels rebels, però immediatament fou rescatat i reposat al seu càrrec. L'agost de 1936, però, deixà el càrrec.
En acabar la guerra civil s'exilià cap a Mèxic. Establert a Veracruz, hi va fundar el grup de teatre experimental La farándula. Va obtenir la càtedra de literatura espanyola a la Universitat de Veracruz i es va dedicar a la literatura. El 1946 va obtenir el premi Internacional de Novel·la per Ya no existe luz en esa estrella. També va col·laborar en diversos mitjans de comunicació i va escriure crítica i guions per a televisió.

## Obres
- El eterno sendero
- Voces y voceros
- Pensamientos de secano (1943)
- Cuentos de la buena pipa (1947)
- El casino de los millonarios aburridos (1950)
- Los que no quisieron ir a la capital (1950)
- Un fantasma en mi sábana (1951)
- Arañas en la cabeza (1952)
- El preclaro ingenio y el ingenioso hidalgo: Cervantes y el Quijote (1955)
- Una mosca no hace verano (1965)